# 퇴뢱센트미클로시구

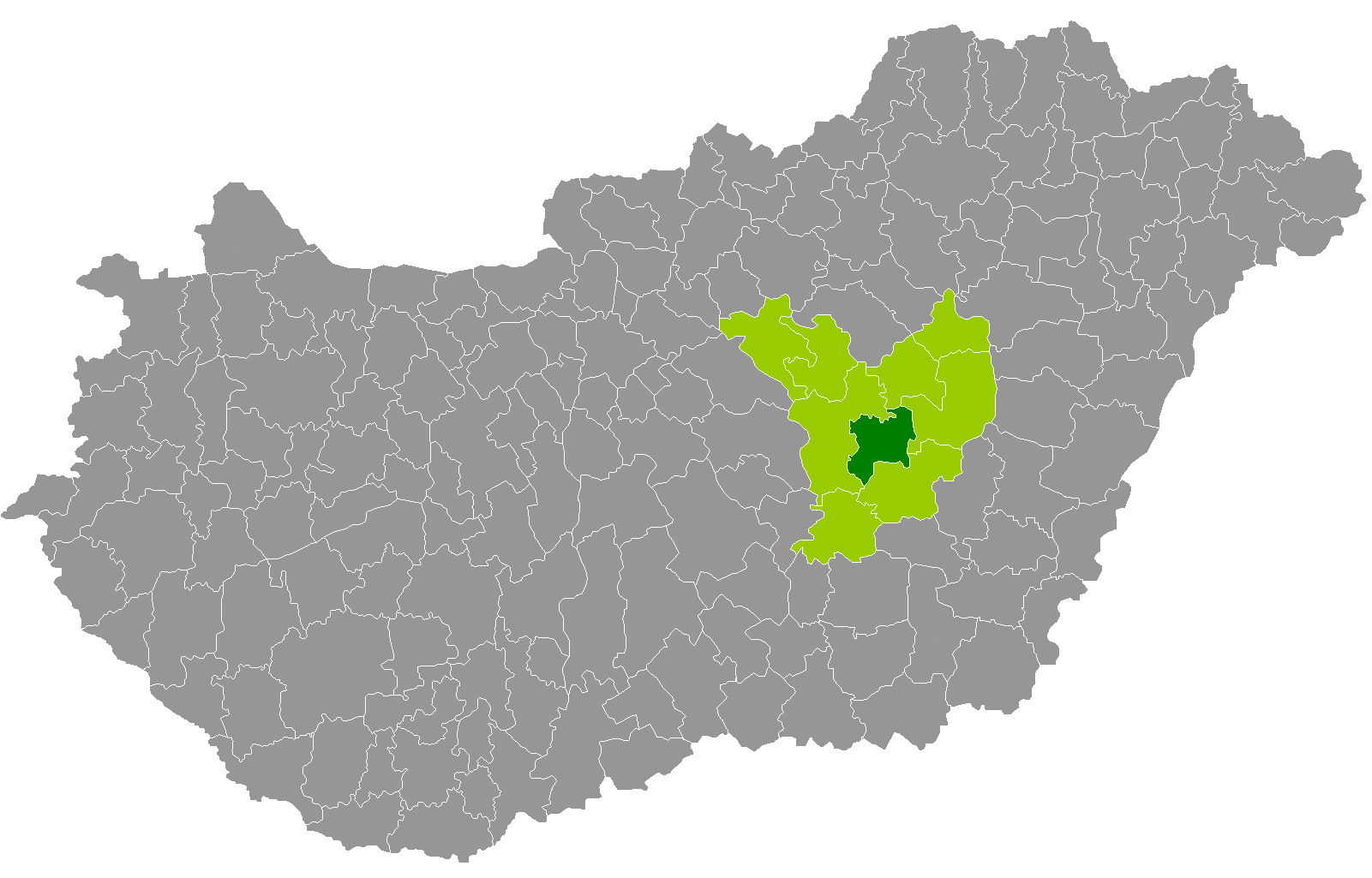
야스너지쿤솔노크주 지도에 표시된 퇴뢱센트미클로시구의 위치

퇴뢱센트미클로시구(헝가리어: Törökszentmiklósi járás)는 헝가리 야스너지쿤솔노크주에 위치한 구로 구청 소재지는 퇴뢱센트미클로시이며 면적은 464.54km2, 인구는 36,739명(2011년 기준), 인구 밀도는 79명/km2이다.
북쪽으로는 쿤헤제시구, 동쪽으로는 커르처그구, 남동쪽으로는 메죄투르구, 서쪽과 북서쪽으로는 솔노크구와 접한다. 7개 지방 자치체(2개 시, 5개 마을)를 관할한다.

구 문장